# Різз
Різз (англ. rizz) — сленгове слово в Інтернеті, яке визначається як «стиль, чарівність або привабливість; здатність залучити романтичного або сексуального партнера»; воно виникло як абревіатура слова харизма. Цю фразу зробив популярним за межами афроамериканської спільноти американський ютубер і стример на Twitch Кай Сінат у середині 2021 року, хоча в розмовній мові її використовували задовго до цього. Згодом він отримав популярність у соціальній мережі TikTok. Видавництво Oxford University Press визнало його словом року 2023 року.

## Етимологія

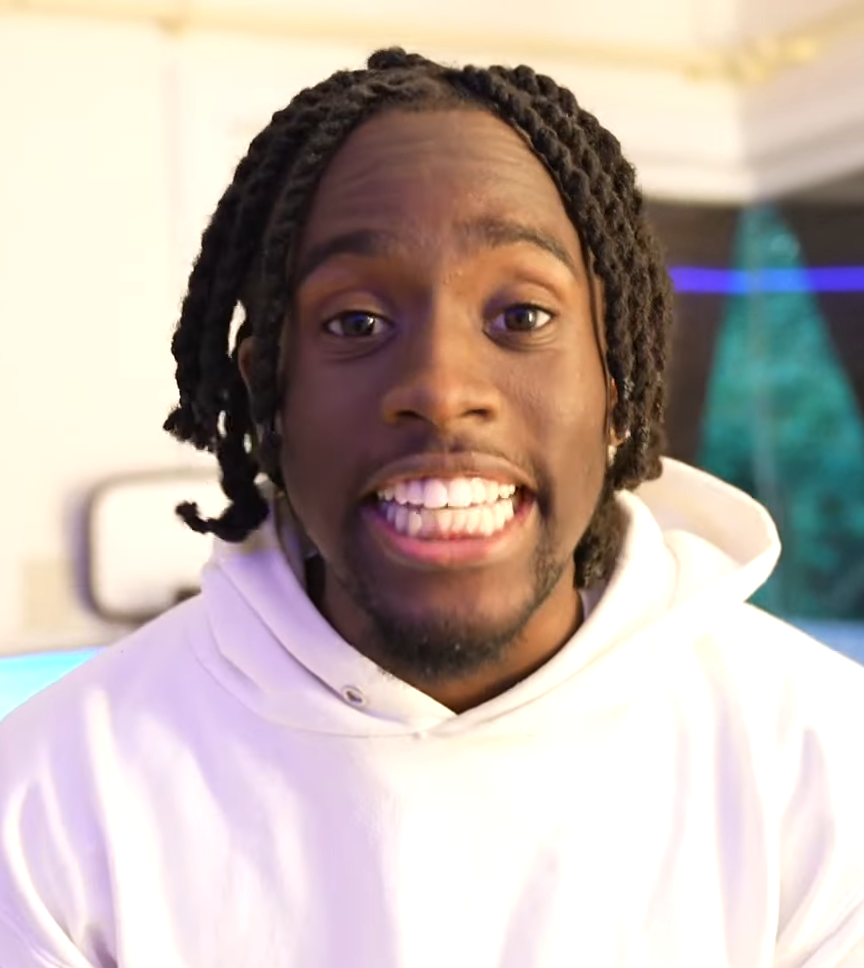
Кай Сінат, який популяризував слово Різз

Популярність цього слова в середині 2021 року приписують Каю Сінату. Транслюючи на Twitch, Сінат ділився з людьми, як мати «різз», і розробив інші фрази, такі як «W rizz» і «L rizz», щоб описати здатність людини «перемагати» або «програвати» у привабленні або спілкуванні з людиною.
Різз — розмовний іменник, який використовується для опису володіння харизмою. Як дієслово, різз можна використовувати для опису використання харизми, щоб привабити когось, як «різзнути» людину. Вважається, що середній склад слова charisma був скорочений, щоб створити слово rizz. Oxford University Press описало цю модель утворення слова як «незвичайну». Однак цю модель утворення можна побачити в скороченні таких слів, як refrigerator (fridge) і influenza (flu).
Це слово в основному використовується поколінням Z, хоча воно також привернуло значне використання з боку покоління Альфа. Подальший розвиток слова «rizz» включає «Rizzler» або «Rizz God», що означає дуже харизматичний, і «Unspoken Rizz», що означає здатність людини приваблювати людину, не розмовляючи.

## У ЗМІ
Сінат заявив в інтерв'ю подкасту No Jumper, що після того, як слово стало вірусним у TikTok, він сам перестав його використовувати, заявивши, що вірусне використання в TikTok «знищило» це слово.
Цей термін став ще більш популярним у червні 2023 року, після того як актор Том Голланд пояснив в інтерв'ю BuzzFeed, що він має «обмежений різз», і саме гра в «довгу гру» допомогла завоювати його тодішню дівчину, актрису Зендею. З цього було створено ряд мемів.
Різз був названий Оксфордським словником англійської мови словом року 2023 року.